# Survive Said The Prophet
Survive Said The Prophet (サバイブ・セッド・ザ・プロフェット) est un groupe de rock alternatif japonais originaire de Tōkyō. Il est actuellement composé de 4 membres : Yosh, Ivan, Tatsuya et Show.
Le groupe est notamment connu pour ses titres found & lost et RED, ayant respectivement servis de 1er génerique de début et de 2e générique de fin à la série d'animation Banana Fish en 2018, ainsi que pour le titre MUKANJYO (無感情), lequel a servi de 1er générique de début à la série animée Vinland Saga en 2019.

## Membres
- Yoshiya Morita, dit Yosh, né le 4 juin 1988, leader vocal du groupe (2011-) ;
- Tatsuya Kato, dit Tatsuya, né le 11 juillet 1989, joueur de guitare électrique du groupe (2011-) ;
- Ivan Kwong, dit Ivan, né le 25 octobre 1988, second joueur de guitare électrique du groupe (2011-) ;
- Sho Okada, dit Show, né le 21 novembre 1998, batteur du groupe (2016-).

Anciens membres
- Yudai Kato, dit Yudai, bassiste et screamer du groupe (2011-2021) ;
- Takuya Suzuki, dit Takuya ;
- Kei Tatsuno, dit Kei ;
- Yuki Hanazawa, dit Yuki ;
- Atsushi.

## Discographie

### Albums studio
- 2015 : Course of Action
- 2016 : FIXED
- 2017 : WABI SABI
- 2018 : s p a c e [s]
- 2020 : Inside Your Head
- 2021 : To Redefine / To Be Defined

### EPs
- 2011 : Survive Said The Prophet
- 2015 : As Life